# Howaldt (Familie)
Howaldt ist ein deutscher Familienname. In einer Deutung von 1925 wird der Name abgeleitet von Hugold und dies wieder vom gotischen huge, althochdeutsch hugu = „denkender Geist“. Huginwalt = „der mit dem Geiste waltet“.
Die im Deutschen Geschlechterbuch von 1936 behandelte Gründerfamilie Howaldt lässt sich zurückführen auf Jacob Howaldt (um 1530), Kürschnermeister in Löbejün bei Halle im Saalekreis.

## Wappen
Das Wappen wird wie folgt beschrieben: „In Blau drei strahlenförmig liegende, mit ihren Spitzen nach unten auf liegenden gesichteten Halbmond gerichtete silberne Schwerter mit goldenem Griff; auf dem blau-golden bewulsteten Helme mit gleicher Decke drei blau-gold-blaue Federn wachsend.“

## Bekannte Namensträger

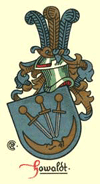
Wappen (1830) beschrieben im DtGB 1936, Bd. 91
(siehe Weblink)

David Ferdinand Howaldt (1772–1850), Goldschmied in Braunschweig
Seine Söhne und Nachkommen:
- Georg Ferdinand Howaldt (1802–1883), Bildhauer und Erzgießer in Braunschweig
  - August Friedrich Theodor Howaldt (1838–1868), Bildhauer in Braunschweig
  - Hermann Heinrich Howaldt (1841–1891), Bildhauer, Erzgießer und Kupfertreiber in Braunschweig
- August Howaldt (1809–1883), Gründer der Maschinenbauanstalt und Eisengießerei Schweffel & Howaldt in Kiel
  - Georg Howaldt (1841–1909), Kommerzienrat, Ingenieur, langjähriger Direktor der Norddeutschen Werft in Kiel, aus der die Germaniawerft hervorgegangen ist. Gründer mehrerer Werften und Mitgründer der Howaldtswerke AG in Kiel, die später in der Howaldtswerke-Deutsche Werft AG und zuletzt in der ThyssenKrupp Marine Systems GmbH aufgegangen ist.
    - Anna Howaldt (1869–1956) ⚭ Johann Lubinus (1865–1937), Orthopäde in Kiel
    - August Jacob Georg Howaldt (1870–1937), Schiffbauer, Unternehmer, Vorstand der Howaldtswerke AG (HDW) in Kiel
    - James Howaldt (1873–1949), Teilhaber Howaldtswerke AG, Gießereibetriebsleiter
    - Hans Howaldt (1888–1970), U-Boot-Kommandant im Ersten Weltkrieg, Unternehmer und Hochseeregattasegler
      - Hans Viktor Howaldt (1919–1998), Schnellbootkommandant im Zweiten Weltkrieg, Unternehmer und Hochseeregattasegler
        - Hans-Peter Howaldt (* 1956), deutscher Kieferchirurg und Hochschullehrer im Universitätsklinikum Gießen und Marburg

  - Bernhard Howaldt (1850–1908), Ingenieur, Mitgründer der Howaldtswerke AG (HDW) in Kiel, Gründer der Schwentine Elektrizitäts-Werke Rastorfer Mühle
    - Bernhard Howaldt junior (1880–1958), norddeutscher Reeder und Unternehmer
      - Klaus Howaldt (1914–2015), deutscher Reeder

    - Kurt Howaldt (1877–1943), Industrieller, Direktor und Vorstand der AG Körtings Elektrizitätswerke

  - Hermann Howaldt (1852–1900), Ingenieur, Mitgründer der Howaldtswerke AG (HDW) in Kiel
    - Erwin Howaldt (1890–1958), Inhaber der Howaldtschen Buchdruckerei in Kiel
      - Gabriele Howaldt (* 1930),  Kunsthistorikerin und Denkmalpflegerin